# Айзек Брок
Айзек Брок  KB (англ. Isaac Brock; 6 жовтня 1769, Сент-Пітер-Порт, Гернсі — 13 жовтня 1812, Квінстон-Гайтс, Верхня Канада, нині Онтаріо) — офіцер британської армії, учасник Наполеонівських воєн і Англо-американської війни 1812 року, лейтенант-губернатор Верхньої Канади. Загинув у битві на Квінстонських висотах, відбиваючи спробу американських військ вторгнутися до Канади через річку Ніагара, і посмертно удостоєний неофіційного почесного титулу «рятівник Канади». У Канаді його вважають національним героєм.

## Біографія

### Перші роки життя
Айзек Брок був восьмим сином Джона Брока і Елізабет де Лайл, що народилися в Сент-Пітер-Порт у (Гернсі) 6 жовтня 1769 року. Рід Брока проживав у Сент-Пітер-Порті як мінімум з 1563 року, коли в перших парафіяльних книгах вже з'являється ім'я Філіпа Брока. У батьків Айзека було загалом десять синів і чотири дочки. Хлопчик ріс, як і його брати, високим і міцним і був розвинений не по роках, відзначаючись при цьому, як повідомляє його перший біограф, надзвичайно м'яким характером. Початкову освіту Айзек отримав у Гернсі, де його вважали найкращим боксером і плавцем у школі, в десять років був відправлений до школи в Саутгемптон а потім рік прожив у Роттердамі, навчаючись французької мови.
2 березня 1785 року, коли Айзеку Броку було 15 років, батьки купили для нього чин енсіна у 8-му піхотному полку (вакансія утворилася в результаті підвищення по службі низки офіцерів полку, починаючи зі старшого брата Айзека, підвищеного від лейтенанта до капітана). Перші роки служби Айзек провів у Англії, дослужившись в 1790 році до лейтенантського звання; в ці роки він приділяв багато часу завершенню своєї освіти. Вже в 1790 році він став капітаном в одній з нових рот британської армії, в яку вербував солдатів з Гернсі і Джерсі, а звідти перевівся до 49-го Гартфордширського піхотного полку, де став капітаном у червні 1791 року.

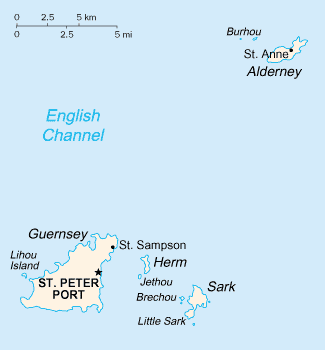
Сент-Пітер-Порт — батьківщина Айзека Брока

У складі 49-го полку Брок ніс службу спочатку на Барбадосі, а пізніше на Ямайці. До часу служби в Вест-Індії відноситься епізод, який біографи розглядають як свідчення властивих Броку хоробрості і цілеспрямованості. Незабаром після його прибуття в 49-й полк його викликав на дуель відомий в полку бретер. Брок вибрав як зброю пістолети, але, будучи людиною великої статури, зажадав стрілятися не так як звичайно, з 12-ти кроків, а через хустку, тобто фактично з нульової відстані. На таких умовах його суперник стрілятися відмовився і незабаром з ганьбою покинув полк. У 1793 році Брок повернувся з Ямайки до Англії на лікування; біограф повідомляє, що в цей час один з офіцерів полку помер від лихоманки, а сам Брок вижив лише завдяки турботам слуги, до якого він після цього до самої смерті ставився, «як до брата». Після повернення до Англії йому був доручений набір рекрутів на Гернсі. З новими солдатами Брок приєднався до 49-го полку після того, як частина прибула до Англії в липні 1796, вже у званні майора. У 1797 році він отримав чин підполковника і до кінця року став командиром 49-го полку, який дістався йому від попередника настільки погано організованим, що перед тим стояв вибір: продати чин або постати перед військовим трибуналом. Сам Брок як командир полку не тільки показав себе вмілим військовим адміністратором і прихильником дисципліни, а й зумів завоювати довіру і любов солдатів. Це, зокрема, проявилося пізніше, в перше повернення Брока в полк після відлучення: солдати, незадоволені діями його заступника Шиффа, радісно вітали повернення командира, за що той розпік їх і відправив на тиждень у казарми, так як не хотів популярності за рахунок інших офіцерів.

### Наполеонівські війни

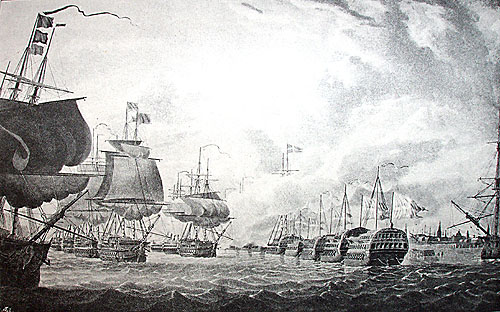
Копенгагенська битва, гравюра 1897

У серпні 1799 року 49-й полк був включений до складу військової експедиції в Північну Голландію, де Брок вперше за кар'єру побував у бою під командою генерал-майора Джона Мура. Бригада Мура висадилася в Ден-Гелдері, 27 серпня зламавши слабкий опір місцевих сил, і 10 вересня відбила французьку атаку практично без участі лише недавно доукомплектованого 49-го полку. Проте в жовтні в битві при Егмонд-ан-Зеє полк Брока взяв активну участь, втративши 30 солдатів убитими, 50 пораненими і 30 зниклими безвісти із загального числа, що не перевищують 391 людини. Сам Брок був легко поранений: куля пробила навиліт дві товсті шийні хустки — бавовняну і шовкову, які прикривали шию підполковника, а сила удару вибила його з сідла. Через кілька днів в іншому бою, в якому 49-й полк не брав участі, англійські війська зазнали важких втрат і незабаром покинули Голландію. У 1801 році полк Брока склав основу експедиційних сил, скерованих у Данію, однак загальне командування було доручено не йому, а підполковнику Вільяму Стюарту. Хоча планований сухопутний штурм Копенгагена не відбувся, 49-й полк взяв участь у Копенгагенській битві між британським флотом з одного боку і данським флотом і береговою артилерією з іншого, втративши 13 осіб убитими і 41 пораненими. Сам Брок провів бій на борту корабля «Ganges».

### Призначення в північноамериканські колонії

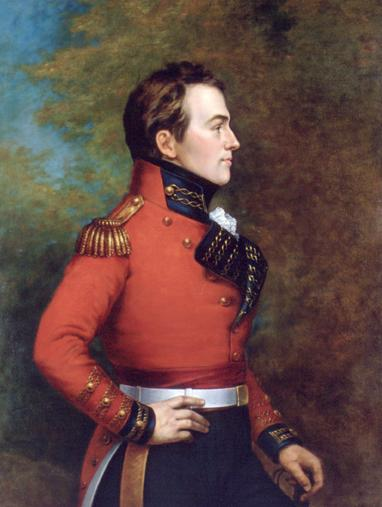
Айзек Брок, посмертний портрет 1883, автор Дж. Т. Бертон

У червні 1802 а 49-й полк був скерований до Британської Північної Америки, куди прибув в останній декаді серпня. Полк перезимував у Монреалі, а навесні 1803 передислокувався в Верхню Канаду (нині провінція Онтаріо). Штаб-квартира Брока розташувалася в Йорку (нині Торонто). Частина полку під командуванням молодшого підполковника Шиффа була розквартирована в Форт-Джорджі (нині Ніагара-он-да-Лейк). Незабаром перед Броком постала проблема боротьби з дезертирством. Йому вдалося перехопити кількох солдатів, які намагалися дезертирувати в США. У тому ж році йому вдалося покласти край змові кількох унтер-офіцерів з гарнізону Форт-Джорджа, які планували вбити Шиффа, заарештувати інших офіцерів гарнізону і втекти до США. Брок, який отримав звістки про підготовлюваний заколот, особисто командував арештом змовників. Семеро з дезертирів і змовників були засуджені пізніше до розстрілу військовим трибуналом. Під час суду кілька із змовників заявили, що навіть не думали б про заколот, якби продовжували залишатися не під керівництвом Шиффа, а під командою самого Брока.
У 1805 році Айзек Брок отримав чин полковника. Незабаром після цього він повернувся до Англії у відпустку, але перервав її, коли пішли чутки про майбутню війну зі Сполученими Штатами, і у вересні 1806 року прибув знову до Британської Північної Америки, де тимчасово прийняв під своє командування всі британські війська в цьому регіоні. Він займав пост командувача до прибуття в Нижню Канаду (нині провінція Квебек) генерал-губернатора Д. Г. Крейґа.
Перебуваючи в Нижній Канаді, Брок почав підготовку до війни. За його рекомендацією частини, розташовані на кордоні зі США, були укомплектовані надійними солдатами з великим досвідом служби, щоб запобігти дезертирству. Під керівництвом Брока було додатково укріплено місто Квебек, а батарея з 8 важких гармат розміщена в цитаделі часів американської Війни за незалежність, яка контролювала південний берег річки Святого Лаврентія на підступах до міста. За його наказом річковий та озерний транспортний флот Канади був поставлений під контроль армії і з цього моменту зазнавав змін, які повинні були дозволити йому в разі потреби брати участь у бойових діях. Через шість років британський річковий флот встановив контроль над Великими озерами на першому етапі Англо-американської війни, що дозволило відстояти Верхню Канаду від повномасштабного американського вторгнення. Однак ці та інші заходи щодо зміцнення обороноздатності північноамериканських провінцій були причиною конфліктів Брока з місцевою цивільною владою.
Після прибуття Крейга Брок був отримав від нього чин бригадного генерала, а дещо пізніше це звання було підтверджене метрополією. Брок був призначений главою військової адміністрації Монреаля, але незабаром повернувся в Квебек, де залишався до липня 1810 року, коли отримав призначення у Верхню Канаду. Він залишався командувачем британськими військами Верхньої Канади до самої смерті. У 1811 році Брок став генерал-майором. З жовтня того ж року він виконував обов'язки лейтенант-губернатора Верхньої Канади, оскільки Френсіс Гор, який попередньо займав цей пост, відбув до Англії і не повернувся до кінця війни.
Брок кілька разів просив про переведення на головний театр військових дій у Європі, але загроза американського вторгнення і повстання франкофонів у Нижній Канаді не дозволили цьому статися, так що, нарешті, на початку 1812 року він уже сам відмовився від такого переведення, коли йому було запропоновано. У 1811 році він позичив у брата-банкіра 3000 фунтів стерлінгів, щоб придбати спорядження для свого полку; цей борг йому довелося виплачувати з власної кишені, віддаючи всю свою цивільну платню лейтенант-губернатора. У цей же час він домігся від законодавців Верхньої Канади згоди на формування добровольчого ополчення, по два взводи в кожній роті якого повинні були проходити регулярні навчання по шість днів на місяць без виплати платні. Проте більшість його планів і раніше наштовхувалися на нерозуміння законодавців і відхилялися більшістю голосів. Він навіть пов'язував опір цивільної влади його планам з великим впливом переселенців зі США, безліч яких проживали в цей час у Британській Північній Америці, і закликав вжити заходів, які б заохочували переїзд у колонії, особливо у Верхню Канаду, істинних підданих британської корони.

### Англо-американська війна
18 червня 1812 року Сполучені Штати Америки оголосили Великій Британії війну. До цього моменту у Верхній Канаді перебувало 1500 солдатів регулярних військ британської армії, частково готових до бойових дій. Основу боєздатних частин становили 41-й піхотний полк і одна рота артилерії. Відразу після отримання звістки про оголошення війни Брок з підкріпленнями попрямував з Йорка до Ніагари, але за рекомендацією генерал-губернатора Превоста і зважаючи на слабкість британського контингенту (значну частину якого складали ополченці, які вже після першого тижня очікування почали виявляти невдоволення) в перший час не розпочинав рішучих дій. Підпорядковані йому регулярні сили були розподілені по чотирьох гарнізонах: 400 осіб у Форт-Ері, 300 в Форт-Чіппава (нині в межах міста Ніагара-Фоллс), 300 в Квінстоні (нині частина міста Ніагара-он-да-Лейк) і 500 у Форт-Джорджі (нині також у складі Ніагара-он-да-Лейк).
12 липня американські війська на чолі з бригадиром Вільямом Халлом вторглися в британські володіння з боку річки Детройт. Канадська міліція, яка захищала кордон, була деморалізована, почалося масове дезертирство. Брок розповсюдив прокламацію, що обіцяє допомогу метрополії навіть у тому випадку, якщо провінція буде окупована американцями. Однак він зіткнувся з опором місцевої законодавчої асамблеї, що не бажала переходу на воєнний стан. Незважаючи на чисельну перевагу противника, Брок ухвалив рішення про перехід у наступ.
17 липня слабкий британський загін на човнах дістався до американського форту на острові Мічілімакінак, який контролює протоку між озерами Гурон і Мічиган, і захопив його. Відбувся ряд сутичок між американцями з одного боку і британцями з їх індіанськими союзниками з іншого, які перехоплювали американські транспорти і кур'єрів як на суші, так і на водних шляхах. У руки британської сторони потрапило в тому числі і особисте листування американського командувача. У підсумку Халл, який побоювався бути відрізаним від своїх тилів, 8 серпня відступив за річку, де зайнявся зміцненням. Зібравши близько 300 осіб (солдатів і добровольців), Брок 13 серпня досяг форту Амхерстбург на британському березі річки Детройт. У загальному рахунку на цей момент Брок мав у підпорядкуванні 1300 солдатів, ополченців і воїнів союзних індіанських племен, тоді як на стороні Халла у Форт-Детройті було 2000 осіб (за оцінками самого Брока, не менше 2500). Увійшовши в залишений американцями форт Сандвіч, Брок зав'язав артилерійську дуель з більш потужними гарматами Форт-Детройта, що виявилось безрезультатним для обох сторін, і 15 серпня перетнув річку, щоб атакувати противника, але Халл здав місто без бою. Британці захопили полоненими весь особовий склад загону Халла, 35 гармат і армійські склади (Брок використовував свою частку трофеїв для погашення боргів своєї сім'ї в Англії. Можливо, рішення Халла було продиктоване побоюванням, що в битві візьмуть участь воїни союзних британцям індіанських племен, так як до цього моменту Брок встановив тісні дружні зв'язки з вождем Шоні Текумзе, з яким вони на знак союзу обмінялися поясами, і з військовим вождем могавків Джоном Нортоном. Брок, який знав про ці страхи, в листі Халлу натякав на те, що після початку бою він не зможе утримати індіанців від звірств, хоча насправді їх поведінка протягом кампанії постійно залишалася гідною.

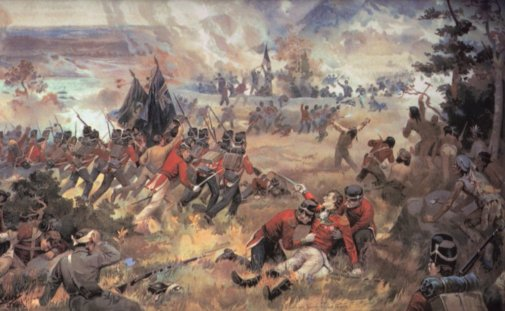
«Битва при Квінстон-Гайтс», художник Д. Д. Келлі, 1896. На передньому плані — вмираючий генерал Брок

Після захоплення Форт-Детройта Брок планував розвинути наступ на ділянці від Баффало до Форт-Ніагара і завершити його знищенням американського арсеналу в Саккетс-Гарборі (на південному березі озера Онтаріо). Однак майже відразу ж після першого успіху він отримав звістку про те, що генерал-губернатор Превост уклав перемир'я з американською стороною. Таким чином, його руки були зв'язані, і план атаки на Саккетс-Гарбор залишився нездійсненим. Тепер Броку належало вирішити задачу оборони довгою кордону вздовж Ніагари наявними малими силами проти сконцентрованих на протилежному березі Ніагари 6300 солдатів (2600 з них ополченці) і 400 воїнів племені сенека під командуванням генерала Стівена ван Ренселера. Американський удар міг бути завданий у будь-якому місці, хоча до 12 жовтня вже була інформація, що метою американців буде Квінстон, де розташувалися частини 49-го піхотного полку.
Американці почали наступ 13 жовтня, і Брок поїхав верхи до місця бою в супроводі одних тільки ад'ютантів МакДонелла і Глегга. За ним пішли частини 3-го батальйону міліції з Йорка. До моменту прибуття Брока до місця бою після семи миль їзди верхи в сутінках по розмитій дощами дорозі просування ворога було зупинено. Однак бій тривав, і всього через годину після появи Брока на полі бою ворожий вогонь був зосереджений на ньому, оскільки він виділявся серед підлеглих зростом (понад 190 сантиметрів) і формою. Ворожа куля потрапила йому в серце в той момент, коли він посилав в атаку йоркських добровольців. Бій за Квінстон в кінцевому рахунку був виграний генерал-майором Шиффом, який вчасно підійшов на місце з артилерією і частинами 41-го піхотного полку, а також індіанцями під командуванням Джона Нортона. У цілому близько 950 американських солдатів і офіцерів були захоплені в полон, включаючи бригадира Вордсворта; ще 90 американців було вбито і 100 поранено, тоді як загальні втрати британців і союзних індіанців, за їх даними, склали 16 осіб убитими і 69 пораненими. Айзек Брок був похований у Форт-Джорджі 16 жовтня. На його честь було дано загальний салют британськими та американськими військами. Він загинув неодруженим, у віці 43 років, не довідавшись, що за чотири дні до цього принц-регент удостоїв його звання кавалера Ордена Лазні.

## Посмертне визнання
Вже в 1812 році на честь генерала Брока було названо місто Броквіл в Онтаріо (колишній Елізабеттаун). У 1813 році провінційні законодавчі збори Верхньої Канади звернулися до принца-регента з проханням, щоб у пам'ять про заслуги Айзека Брока його рідним були виділені землі в Британській Північній Америці. Прохання було задоволено, і четверо з живих на той час братів Айзека отримали у спільне володіння 12 тисяч акрів землі в чотирьох різних районах Верхньої Канади; більша частина виділених земель перебувала в районі поселення Вест-Фламборо (нині частина міста Гамільтон). Цей дар став для Броків дуже доречним, оскільки вони постійно зазнавали фінансових труднощів.
У тому ж році за рішенням британського парламенту в соборі св. Павла у Лондоні був встановлений пам'ятник-барельєф Айзеку Броку — «людині, яка ціною свого життя захистила те, що ціною свого життя завоювала» (Вольф). Пам'ятник роботи Річарда Вестмакотта встановлений в західному деамбулаторії південного трансепту собору.
Британський уряд також розпорядився викарбувати пам'ятну медаль з портретом Брока і написом «Детройт», яка вручалася учасникам битви при Детройті. У ході війни в Британській Північній Америці були викарбувані мідні півпенсові монети, на яких зображені лавровий вінок і похоронна урна, з текстом «Сер Айзек Брок, герой Верхньої Канади» (англ. Sir Isaac Brock, Hero of Upper Canada)

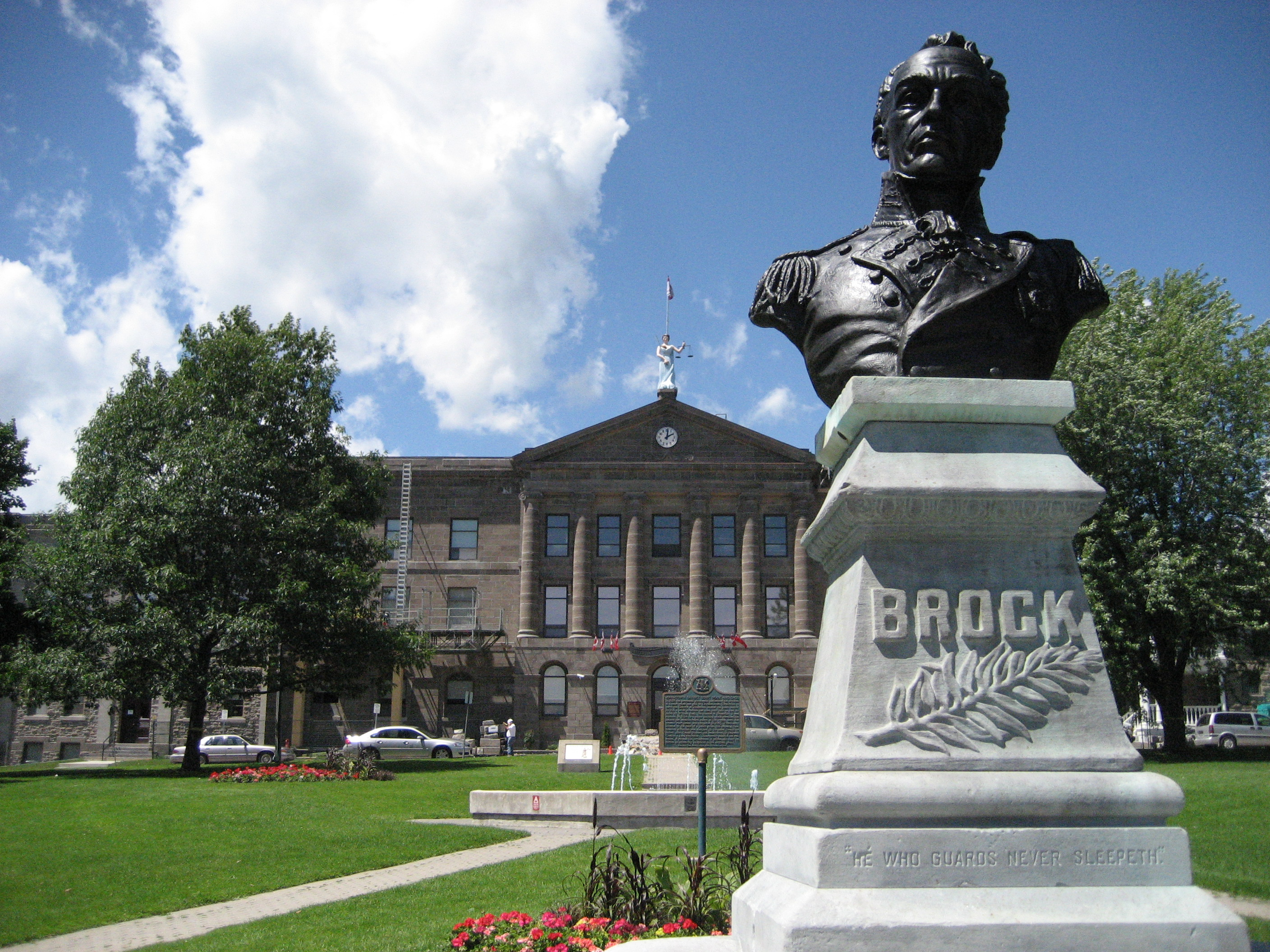
Будинок суду ім. Айзека Брока в місті Броквіл (Онтаріо)

Через кілька років після загибелі Айзека Брока урядова комісія, що займалася питанням встановлення пам'ятника йому на канадській землі, звернулася до членів його сім'ї з питанням, яким би вони хотіли бачити цей пам'ятник. Запропонований проект являв собою бронзову статую заввишки 2,5 метра на гранітному п'єдесталі з барельєфами, що зображують його військові перемоги. Загальна висота пропонованого пам'ятника становила понад 6 метрів, замовити його планували автору барельєфа в соборі св. Павла Вестмакотту, а його вартість, включаючи перевезення до Канади, повинна була дійти до 2500 фунтів. Ціна здалася комісії завищеною, і в результаті було обрано альтернативний проект архітектора Френсіса Голла, що являв собою тосканську колону вартістю 2200 фунтів. Колона була споруджена в 1824 на Квінстон-Гайтс, місці загибелі Брока і підполковника МакДонелла, убитого в тому ж бою, а їхні останки перепоховані поруч з нею. В 1840, однак, колона була пошкоджена вибухом порохового заряду; цю диверсію, ймовірно, скоїв якийсь Бенджамін Летт, один з лідерів антибританських повстанських сил у районі Ніагари.
У той же рік було ухвалено рішення про встановлення на Квінстон-Гайтс нового пам'ятника. Нова тріумфальна колона за проектом архітектора Вільяма Томаса, увінчана кам'яною фігурою Брока майже п'ятиметрової висоти, була закладена в 1853 у, і останки Брока і МакДонелла були перепоховані під нею в річницю битви на Квінстонських висотах. Будівництво нового монумента завершилося в 1859.
На відзначення сторіччя загибелі генерала йому було відкрито пам'ятник у Броквілі. Пізніше, в 2006 році, ще один пам'ятник Броку був включений у комплекс Меморіалу доблесті в Оттаві. Меморіальні дошки в пам'ять про Брока встановлені на будинку, де він народився, і в парафіяльній церкві Сент-Пітер-Порта на Гернсі. Крім Броквіля, на честь Айзека Брока названо селище Брок в Онтаріо (згодом включений в муніципальні кордони міста Дархем у складі Метрополії Торонто). У 1964 році відкрився Університет Брока в місті Сент-Катарінс, розташованому неподалік від місця, де загинув Айзек Брок. Девізом університету стало латинське слово «Surgite!» — Переклад слова «Вперед!», Згідно з поширеною легендою, останнє сказане Броком перед смертю.
Протягом двох століть були видані декілька біографій Айзека Брока, починаючи з книги його племінника Фердинанда Брока-Таппера, яка вперше вийшла в 1845 році. Поштові відомства Гернсі й Канади випустили на його честь пам'ятні марки. До двохсотріччя з дня його загибелі Канадський монетний двір випустив ювілейну 25-центову монету.